# Levu iridipennis
Levu iridipennis är en insektsart som först beskrevs av Melichar 1903.  Levu iridipennis ingår i släktet Levu och familjen Derbidae. Inga underarter finns listade i Catalogue of Life.